# Hisui Haza
Hisui Haza (jap. 羽座 妃粋, Haza Hisui; * 16. März 1996 in Nishinomiya) ist eine japanische Fußballspielerin.

## Karriere

### Verein
Haza spielte in der Jugend für die Nippon Sport Science University. Sie begann ihre Karriere bei INAC Kōbe Leonessa.

### Nationalmannschaft
Haza absolvierte ihr erstes Länderspiel für die japanischen Nationalmannschaft am 13. September 2014 gegen Ghana. Sie wurde in den Kader der Asienspiele 2014 berufen. Insgesamt bestritt sie vier Länderspiele für Japan.
Mit der japanischen U-20-Nationalmannschaft qualifizierte sie sich für die U-20-Weltmeisterschaft der Frauen 2016.